# Ursula (Haus Waldburg)
Truchsessin Ursula von Waldburg (* vor / um 1400; † nach dem 17. Jänner 1449) war eine Tochter des Truchsess Johannes II. von Waldburg († 1424) und gehörte daher zu einer einflussreichen Familie des niederen Adels, der es im 15. Jahrhundert erfolgreich gelang, ihre Stellung zu halten und auszubauen. Als Ehefrau des Ritters Ulrich von Starkenberg aus einer der mächtigsten Adelsfamilien der Grafschaft Tirol war sie in die Starkenberger Fehde verwickelt, eine Auseinandersetzung mit Herzog Friedrich IV. von Österreich (als Tiroler Landesfürst). Bekannt wurde sie durch ihre (letztlich erfolglose) Verteidigung der Burg Schenna im Winter 1422/23.

## Familie
Die Truchsesse von Waldburg sind seit der Mitte des 12. Jahrhunderts urkundlich belegt. Ursprünglich Ministeriale gelang ihnen (wohl erst im Spätmittelalter) der Aufstieg in den niederen schwäbischen Adel und durch geschickte Wirtschafts- und Heiratspolitik später auch der Aufstieg in den Hochadel.
Ursula stammte vermutlich aus der vierten Ehe ihres Vaters mit Ursula von Abensberg († 1422). Sie war eine (Halb?-)Schwester der Truchsesse Jakob I. von Trauchburg (genannt der Goldene Ritter), Eberhard I. zu Scheer und Friedberg (dem späteren Grafen von Sonnenberg (1424–1479)) und von Georg von Waldburg-Zeil. Ihre (Halb?-)Schwester Verena von Waldburg heiratete den bekannten Fehdeunternehmer Hans von Rechberg. Durch die Ehen ihrer Brüder und weiterer Schwestern war sie mit einigen anderen wichtigen schwäbischen Adelsfamilien verschwägert (Grafen von Werdenberg und Montfort, Herren von Gundelfingen und Klingenberg).
Um 1413 heiratete Ursula von Waldburg den Ritter Ulrich von Starkenberg, Sohn des damals bereits verstorbenen Ritters Sigmund von Starkenberg aus der Ehe mit Osanna von Ems. Aus dieser Ehe sind zwei Kinder belegt:
- Ulrich (* um / nach 1413 und vor 1424; † in den 1420er Jahren), mit seinem Tod starb die Familie in männlicher Linie aus.
- Veronika (* um / nach 1413 und vor 1424; † um / nach 1489) ⚭ (1449) Freiherr Bernhard Gradner von Windisch-Grätz († 1489 in Eglisau), keine Nachkommen

## Leben

### Ursula nach ihrer Heirat
Ulrich von Starkenberg († nach 1424; 1430 für tot erklärt) und sein jüngerer Bruder Wilhelm († um 1452) gehörten zu den mächtigsten, angesehensten und einflussreichsten Edelleuten Tirols. Unter ihnen erreichten die Starkenberger ihre größte Ausdehnung mit ihren eigenen Burgen und Herrschaften, die unter ihrem Vater Sigmund von Starkenberg und ihrem Großvater teils durch Erbschaft, teils durch Kauf und teils als Pfandschaften in den Besitz bzw. unter die Herrschaft der Familie gekommen waren: Alt-Starkenberg, Gebratstein, Ehrenberg (ab 1293), Naturns, Schenna (ab 1370), Kronburg (ab 1380), Turm zu Ried (ab 1381), Goien (ab 1384), Greifenstein (ab 1386), Jufal (ab 1388), Klamm (ab 1398/99), Forst (ab 1405), Hocheppan (ab 1400) und die Gerichte Schlanders und Ulten.
Die Ehe zwischen Ursula und Ulrich dürften Ursulas Vater, der Truchsess Johannes II. von Waldburg, und Ulrichs bereits verwitwete Mutter, Osanna von Ems († nach 1418), vereinbart haben. Durch sie wurde eine Allianz zwischen zwei mächtigen Adelsfamilien in Tirol und der Reichslandschaft Schwaben geschlossen. Ursula und Ulrich heirateten wohl um 1413. In diesem Jahr ist sie auf einer Reise durch Tirol im Gefolge von Herzogin Anna von Österreich, die Herzog Friedrich IV. 1410 geheiratet hatte, nachgewiesen, hielt sich somit bereits in Tirol auf. Außerdem versicherte Ulrich ihr am 27. Mai 1413 3.000 rheinische Gulden Heimsteuer und 2.000 Gulden Morgengabe auf das Gefäße zu Obermays und zahlreiche Gefälle im Etschtal. Sie wiederum vermachte ihre Heimsteuer und Morgengabe schon am 24. Juni 1414 wieder ihrem Gemahl und dessen Erben für den Fall ihres Todes, nachdem sie am 6. Juni 1413 auf ihr väterliches Erben vor dem Landgericht in Schwaben Verzicht geleistet hatte, eine damals im Adel übliche Vorgehensweise. Damit war sie de jure, aber auch wie damals bei einer Heirat üblich, aus dem Verband ihrer Familie, Truchsesse von Waldburg, ausgeschieden, was zur Folge hatte, dass sie nach dem Sturz der Starkenberger völlig mittellos war. Um 1423 (kurz vor dem Tod ihres Vaters) wurde ihre Morgengabe aufgestockt.
Nach ihrer Heirat war Ursula viele Jahre eine der reichsten Frauen des Tiroler Adels. Sie verwaltete ihr eigenes Vermögen (und auch das ihres Mannes in dessen Abwesenheit) selbst und führte ein eigenes Siegel. Dass sie dabei sehr umsichtig agierte, zeigt zum Beispiel ihr behutsames Vorgehen, als ihre Familie in den Konflikt zwischen Martin Jäger, der für die Starkenberger die Burg Forst verwaltete, und Oswald von Wolkenstein um die Burg Hauenstein verwickelt wurde.

### DieStarkenberger Fehde
1421 forderte Herzog Friedrich von den Starkenbergern die Herausgabe der Pfandschaft Schlanders bzw. wollte diese auslösen, was Ulrich zunächst durch eine Verzögerungstaktik zu verhindern versuchte. (Die Quellenlage, selbst bei Reduktion auf zeitgenössische Quellen, ist hier sehr undurchsichtig und widersprüchlich.) In der Folge forderte der Herzog die Herausgabe weiterer Pfandschaften. Als Herzog Friedrich wohl im November dieses Jahres, während Ulrich zusammen mit seinem Bruder Wilhelm für Herzog Albrecht V. von Österreich an einem Feldzug gegen die Hussiten teilnahm, das Gericht Schlanders besetzen ließ, spitzte sich die Situation zu.
Am 3. Dezember 1422 erklärte Graf Wilhelm von Matsch († 1429), seit 1417 Landeshauptmann von Tirol, den Starkenburgern die Fehde. In der Folge wurden als Teil dieser Fehde, die als Starkenberger Fehde in die Tiroler Landesgeschichte eingegangen ist, die Burgen Schenna, Greifenstein und eine weitere Burg belagert. Weitere Burgen und Schlösser der Starkenberger, bei denen eine gezielte Verteidigung nicht versucht wurde oder nicht letztlich nicht möglich war, wurden als weitere Folge vom Herzog in Besitz genommen. Zwischen Dezember 1422 und Februar 1423 organisierte Ursula persönlich die Verteidigung der Burg Schenna, sah sich aber am 15. Jänner 1423 gezwungen, in einen Waffenstillstand einzuwilligen, der bis 22. Februar 1423 vereinbart wurde. Da jegliche Hilfe ausblieb, war sie danach gezwungen, die Burg gegen freien Abzug zu übergeben.
Die im Juni desselben Jahres offizielle Erhebung einiger weiterer Tiroler Adelige, die heute als Adelsrevolte bezeichnet wird und an deren Zustandekommen König Sigmund wesentlich beteiligt war, der Ulrich in diesem Zusammenhang sogar urkundlich mit der Grafschaft Tirol belehnte, scheiterte am Widerstand der Tiroler Landstände und an einer fehlenden Unterstützung durch andere Reichsstände. Die Adelsrevolte wurde noch im selben Jahr mit Berufung auf die Tiroler Landesinteressen auf einem Landtag von den Landständen aufgelöst, wobei den meisten der beteiligten Adeligen eine Begnadigung gewährt wurde. Von dieser wurden die Starkenberger ausdrücklich ausgeschlossen.

### Das Ende der Starkenberger Fehde
Nach dem Fall von Schenna dürfte sich Ursula mit ihren Kindern nach Ravensburg begeben haben, wo ihr Vater zu dieser Zeit seinen Sitz hatte und wo Ulrich ebenfalls für einige Zeit nachgewiesen ist. Es gelang schließlich für den Sommer des Jahres 1424 einen Schiedstag festzulegen, auf den Ulrich und Wilhelm große Hoffnungen setzten. Wohl in diesem Zusammenhang ließen sie den Starkenburger Rotulus, eine Sammlung von Schriftstücken, zusammenstellen, der heute als die wichtigste zeitgenössischste Quelle zur Starkenberger Fehde gilt (allerdings mit der Einschränkung, dass es sich dabei um eine parteiische Quelle handelt). Der plötzliche Tod des (Erz-)Herzogs Ernst I. von Österreich im Mai 1424, der als einer der drei Schiedsrichter vorgesehen war, hatte zur Folge, dass der Schiedstag nicht mehr stattfinden konnte. Der Abschluss des Vertrags von Hornstein im Jahr 1425, der zwischen Herzog Friedrich IV. und König Sigmund auf Vermittlung von Herzog Albrecht V. von Österreich geschlossen wurde, dürfte die Niederlage der Starkenburger endgültig besiegelt haben. Ende des Jahres 1426 oder im Jahr 1427 kam es zu Übergabe ihrer Burg Greifenstein, die seit Beginn der Starkenburger Fehde belagert worden war.
Seit dem Frühjahr 1424 werden die Familieninteressen nur mehr von Wilhelm von Starkenberg, der inzwischen ebenfalls Tirol verlassen hatte, vertreten. Ulrich von Starkenberg ist ab diesem Zeitpunkt als handelnder Akteur nicht mehr nachweisbar. Sein weiteres Schicksal ist ungeklärt. Im Jahr 1430 wurde Ulrich vom kaiserlichen Hofgericht zu Rottweil für tot erklärt, nachdem Ursula diesbezüglich einen Eid geleistet hatte.

### Die letzten Lebensjahre
Nach dem Fall der Burg Greifenstein kehrte Ursula im Jahr 1427 noch einmal nach Tirol zurück, nachdem sie von Herzog Friedrich die Erlaubnis erhalten hatte, ihre bewegliche Habe bzw. Teile davon abzuholen. Diese hatte sie 1423 nach der Übergabe von Schenna dort zurücklassen müssen. Allerdings musste sie sich dafür eidlich verpflichten, alle Briefe, Urbarbücher oder Register, die ihrem Mann oder dessen Bruder gehört haben und noch in ihrem Besitz waren, ihm zu überlassen.
Über das weitere Schicksal von Ursula gibt es nur wenige gesicherte Fakten. Sie dürfte sich in Ravensburg niedergelassen haben. In den Jahren bis zum Tod des Herzogs Friedrichs führte sie, auch nachdem ihr Sohn Ulrich gestorben war, einen erbitterten Kampf, um wenigstens Teile des Vermögens der Starkenberger zurückzuerhalten. Außerdem forderte sie von denen, die seinerzeit für ihre Heimsteuer und Morgengabe die Bürgschaft übernommen hatten, Ersatz, wobei sie nicht zögerte, diejenigen, welche sich nicht gutwillig mit ihr einigen wollten, vor dem Hofgericht in Rottweil zu belangen. Die Urteile fielen meistens zu ihren Gunsten aus, konnten aber nicht immer vollstreckt werden.
1435 führte sie mit ihrem Schwager Wilhelm und ihrer Tochter Veronika nochmals Klage gegen den Herzog beim Kaiser, der am 15. Jänner 1435 seinem Schwiegersohn Herzog Albrecht den Auftrag erteilte, den richterlichen Spruch zu tun. 1437 erließ Herzog Albrecht V. mehrere "Urtheilbriefe", durch welche Herzog Friedrich IV. angewiesen wurde, Ursulas Morgengabe und Heimsteuer auf den früheren starkenbergischen Gütern anzuerkennen und ihr ihre Kleinodien auszufolgen. Da Ursula in der Folge weitere rechtliche Schritte unternahm, dürften diese "Urtheilsbriefe" nichts gebracht haben.
Nachdem Herzog Sigmund von Österreich 1446 die Herrschaft über Tirol übernommen hatte, kam es dann doch zu einer Einigung. Wilhelm von Starkenberg erhielt die Burg und das Gericht von Schenna und einige weitere Besitzungen, die einmal seiner Familie gehört hatten, zurück und verzichtete im Gegenzug auf alle anderen dem Haus Starkenberg abgenommenen Güter und Burgen. Die Einigung hatte vielleicht Freiherr Bernhard Gradner, ein Gefolgsmann und zu dieser Zeit enger Vertrauter von Herzog Sigmund, vermittelt. Bernhard Gradner heiratete am 21. Jänner 1449 Wilhelms Nichte Veronika, nach Wilhelms Tod (um 1452) beerbte er ihn. Wenige Tage vor der Hochzeit ihrer Tochter am 17. Jänner 1449 verzichtete Ursula gegen ein jährliches Leibgeding, das ihr Herzog Sigmund aussetzte, ebenfalls auf alle noch offenen Forderungen. Ursulas Todesjahr ist unbekannt, doch dürfte sie bald darauf verstorben sein.;